# Frederico Schumann
Frederico Fernandes Schumann (Itajubá, 22 de novembro de 1847 — Rio de Janeiro, 1 de maio de 1917) foi um farmacêutico e deputado brasileiro.

## Biografia
Filho do alemão Frederico Schumann, um boticário de Itajubá, Frederico Fernandes Schumann bacharelou-se em farmácia pela Escola de Ouro Preto, atual Universidade Federal de Ouro Preto. Militante do Partido Liberal, Schumann recebeu de D. Pedro II a Comenda da Ordem da Rosa. Destacou-se como deputado estadual de Minas Gerais por diversas legislaturas. Foi ainda major da Guarda Nacional e promotor público. Com o fim da monarquia, tomou-se membro do Partido Republicano Mineiro, mesmo partido do presidente Venceslau Brás, que o nomeou, em 20 de janeiro de 1915, diretor-geral do Arquivo Público Nacional, atual Arquivo Nacional, permanecendo no cargo até a sua morte em 1917.